# Tortoreto
Tortoreto ist eine italienische Gemeinde mit 11.870 Einwohnern (Stand 31. Dezember 2023) in der Provinz Teramo in der Region Abruzzen.

## Geografie
Zu den Ortsteilen (Fraktionen) zählen Tortoreto Alto, Tortoreto Lido, Cavatassi, Salino und Terrabianca.
Die Nachbargemeinden sind: Alba Adriatica, Corropoli, Giulianova, Mosciano Sant’Angelo und Sant’Omero.
Tortoreto liegt rund 43 km von der Provinzhauptstadt Teramo und 4 km von der Adriaküste entfernt. Der Ortsteil Salino wird vom Fluss Salinello durchflossen. Die Gemeinde ist gut an die Strada Statale 16 Adriatica, A14 und die Europastraße 55 angebunden.

## Geschichte
Im Gebiet der beiden Gemeinden Corropoli und Tortoreto wurden bei Ausgrabungen mehrere Überreste der Dörfer und Hütten aus der Bronzezeit entdeckt. Zur Römerzeit wurde die Siedlung Castrum Salina errichtet. Im Mittelalter wurden in der Umgebung zahlreiche Kirchen errichtet. Im 16. Jahrhundert stand die Ortschaft unter spanischer Herrschaft, später nahm das Königreich Neapel die Siedlung in Besitz. Um 1800, während Napoleon Bonaparte Italien und weite Teile Europas eroberte, fiel auch Tortoreto in französische Hände. Die Franzosen plünderten die Gemeinde, beschädigten die Kirchen und stahlen wichtige Kunstwerke und Dokumente.
Nach dem Kriegseintritt Italiens im Juni 1940 errichtete das faschistische Regime in Tortoreto ein Internierungslager (campo di concentramento bzw. campo per l'internamento civile). Es bestand aus einem zentral gelegenen privaten Wohnhaus – der Casa De Fabritiis – und einem abgelegenen Landhaus – der Casa Tonelli –, die zusammen 100 Internierte aufnehmen konnten. Im September 1940 befanden sich 103, im August 1942 114 Insassen in Tortoreto, meist ausländische Juden, Angehörige der slawischen Minderheiten in den italienischen Grenzprovinzen und Jugoslawen aus den von Italien besetzten und annektierten Gebieten. Die sanitären Verhältnisse und die Trinkwasserversorgung ließen zu wünschen übrig. Im Mai 1943 wurden die Internierten auf andere Lager verteilt.
Ein ehemaliger Internierter, Saul Steinberg, wanderte nach dem Krieg in die Vereinigten Staaten aus und machte sich als Karikaturist und Zeichner beim New Yorker einen Namen.
Während des Zweiten Weltkriegs wurden Tortoreto Lido und der Bahnhof in Tortoreto fast vollständig zerstört.
Im Jahr 1956 wurde die Gemeinde geteilt und Alba Adriatica, das zuvor zu Tortoreto gehörte, als eigenständige Gemeinde ausgegliedert.

## Bevölkerungsentwicklung
| Jahr      | 1861  | 1881  | 1901  | 1921  | 1936  | 1951  | 1971  | 1991  | 2001  | 2016   |
| --------- | ----- | ----- | ----- | ----- | ----- | ----- | ----- | ----- | ----- | ------ |
| Einwohner | 2.541 | 3.805 | 4.236 | 5.082 | 4.493 | 4.647 | 4.889 | 7.040 | 7.836 | 11.622 |

Quelle: ISTAT

## Sehenswürdigkeiten
- Die Kirchen Chiesa parrocchiale di San Nicola und Chiesa di Sant’Agostino

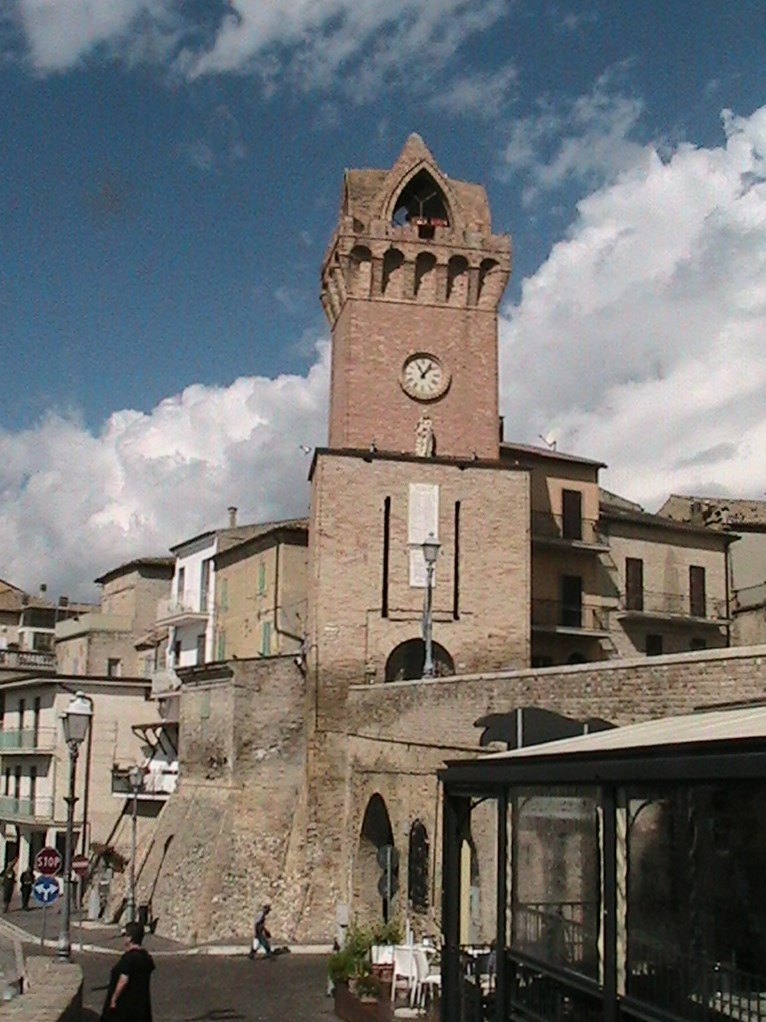
Uhrenturm von Tortoreto
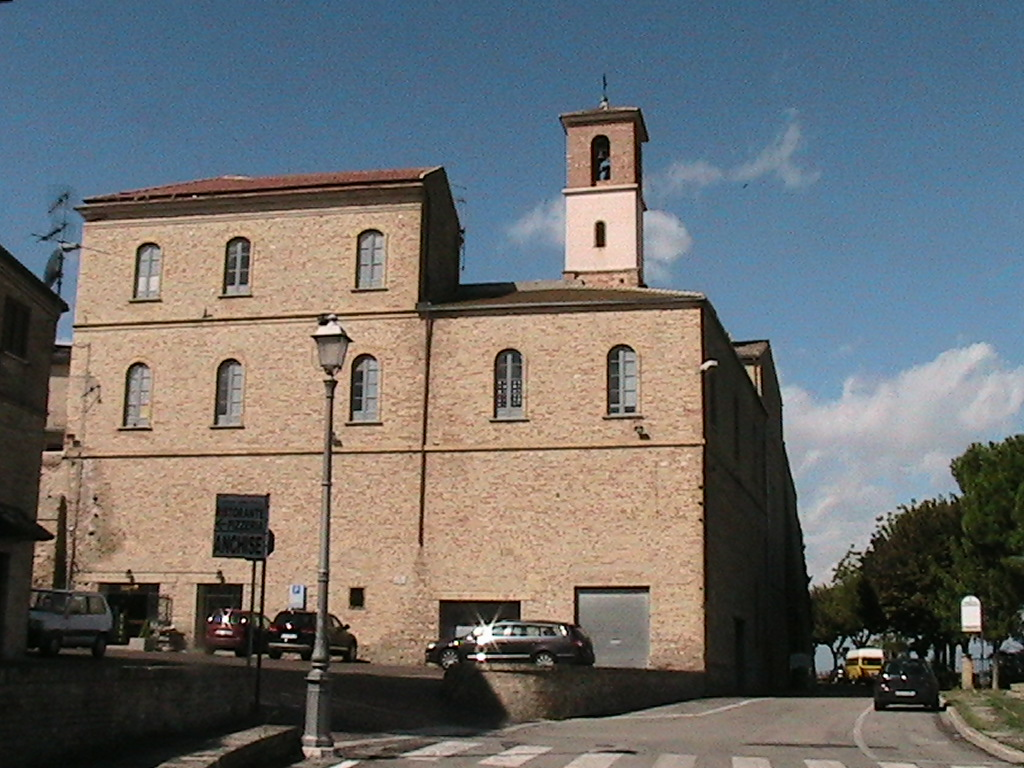
Chiesa di Sant’Agostino
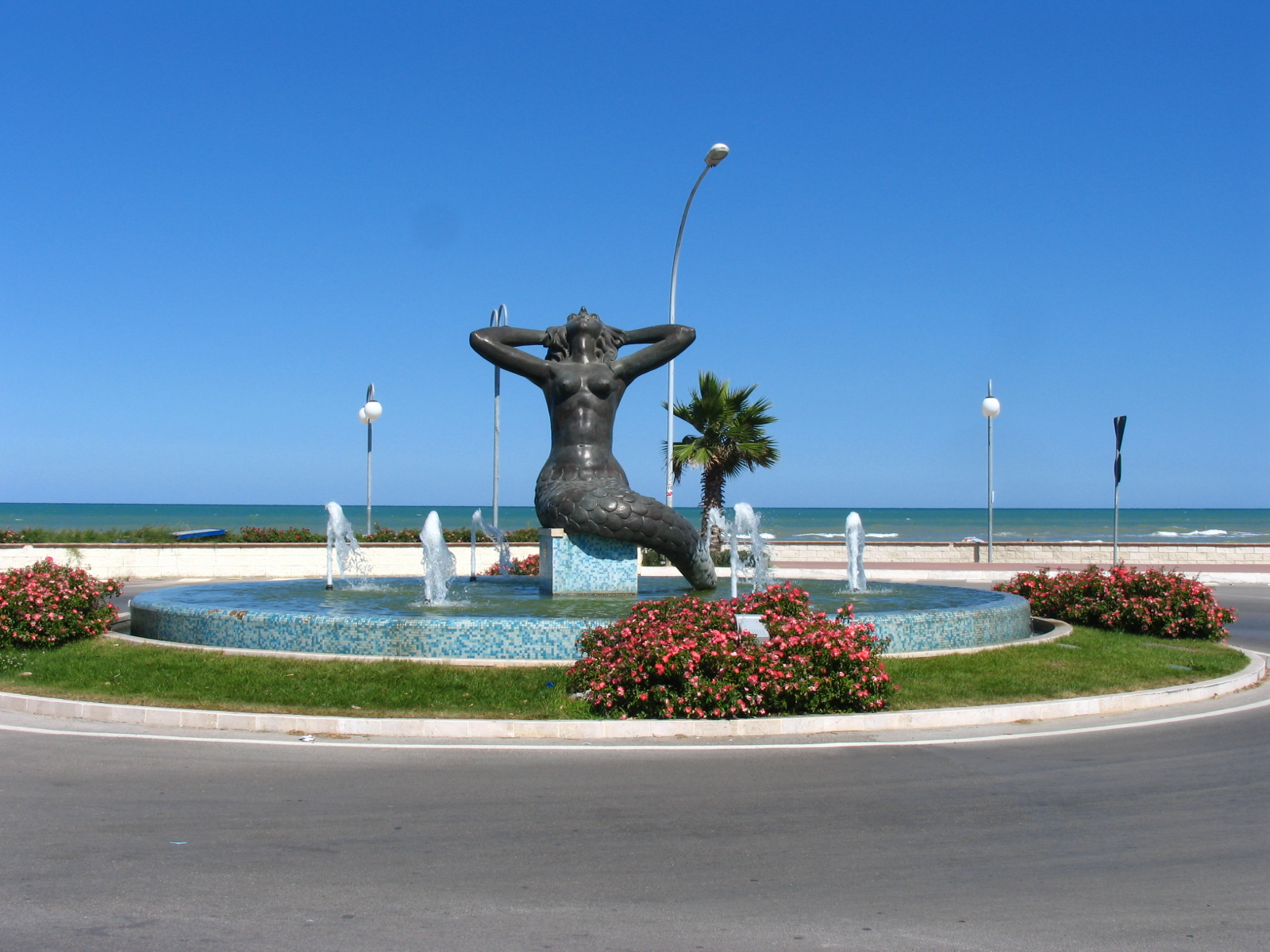
Sirenenstatue in Tortoreto Lido
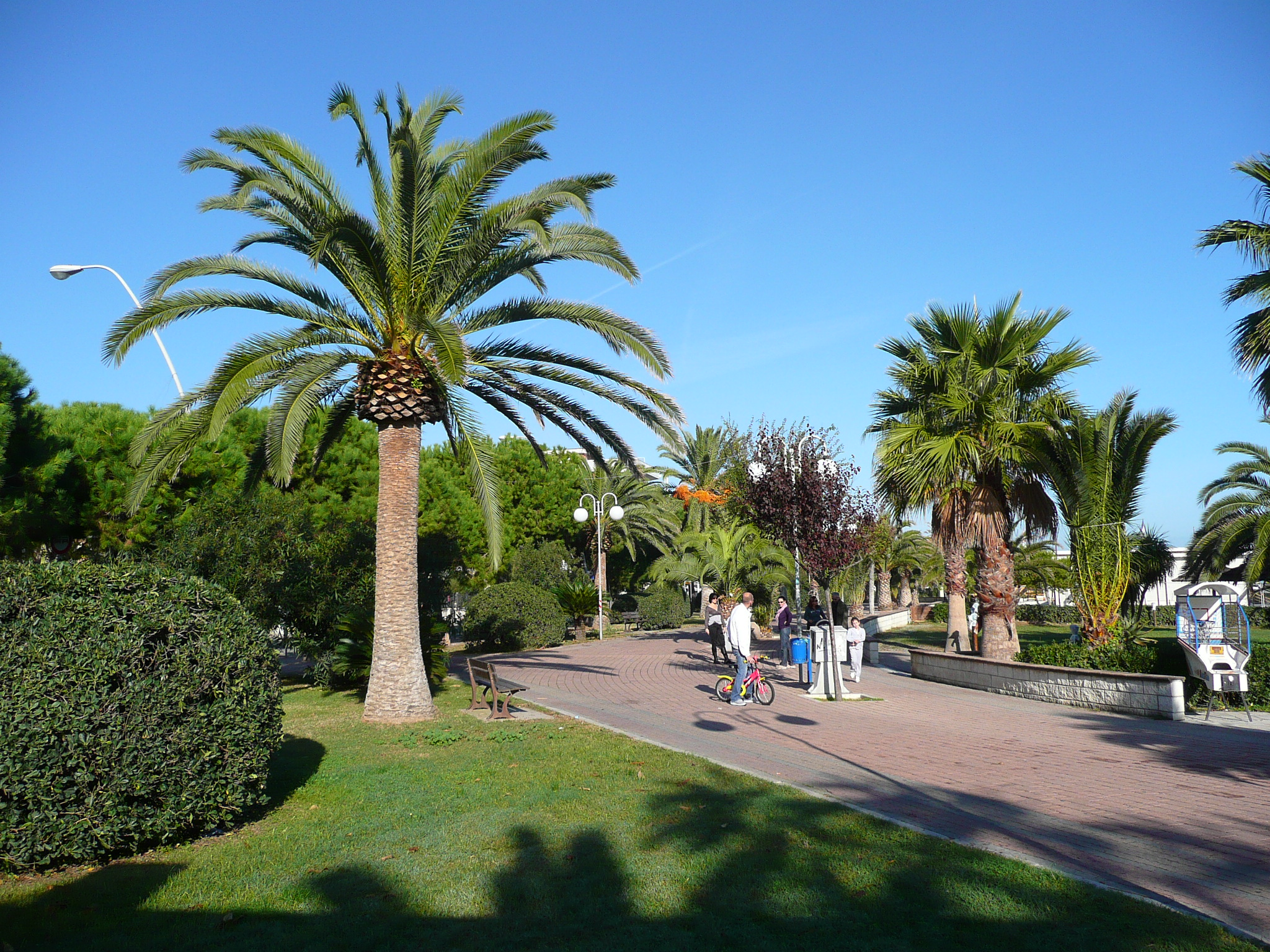
Park im Ortsteil Tortoreto Lido
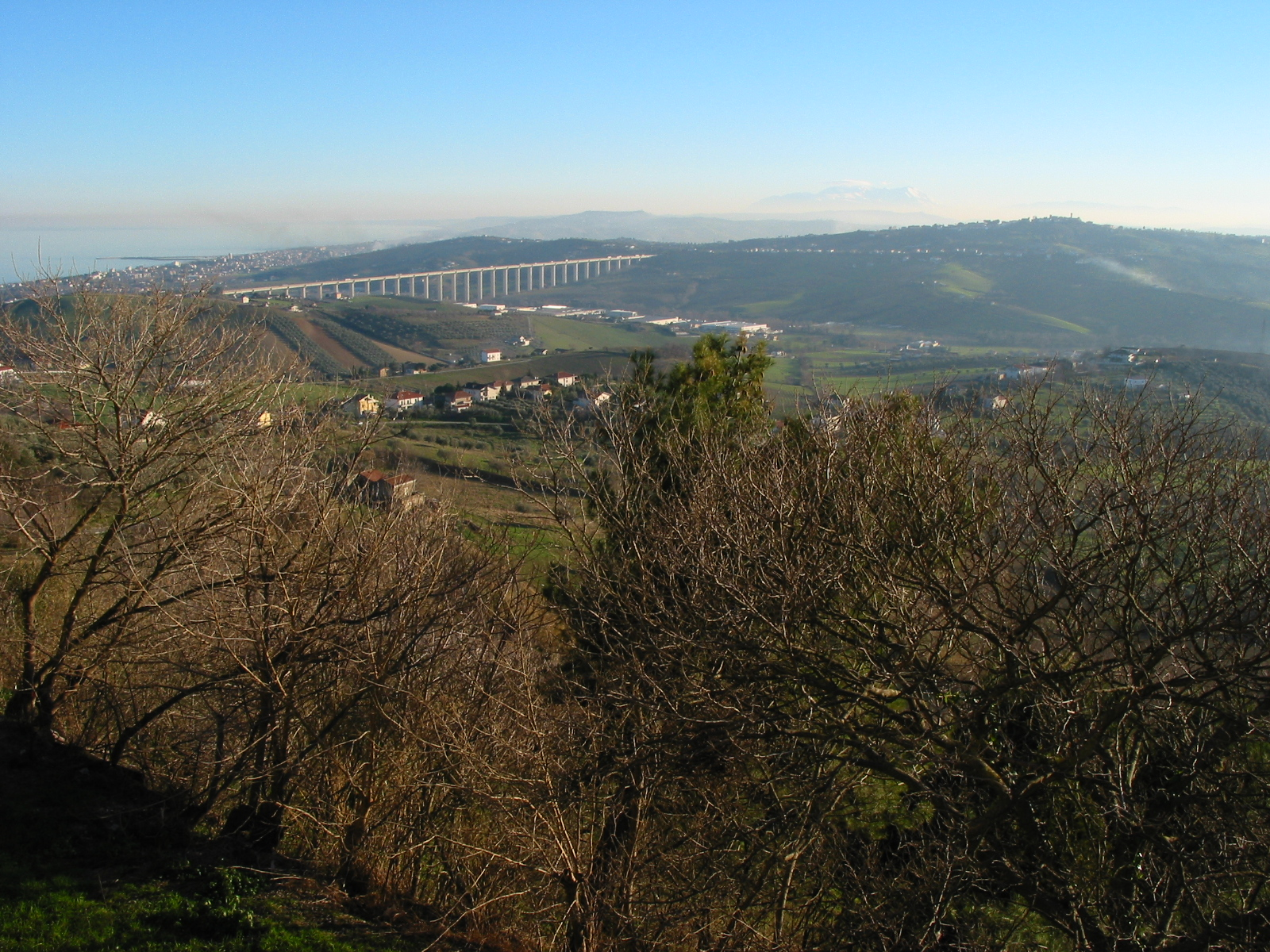
Viadotto Salinello
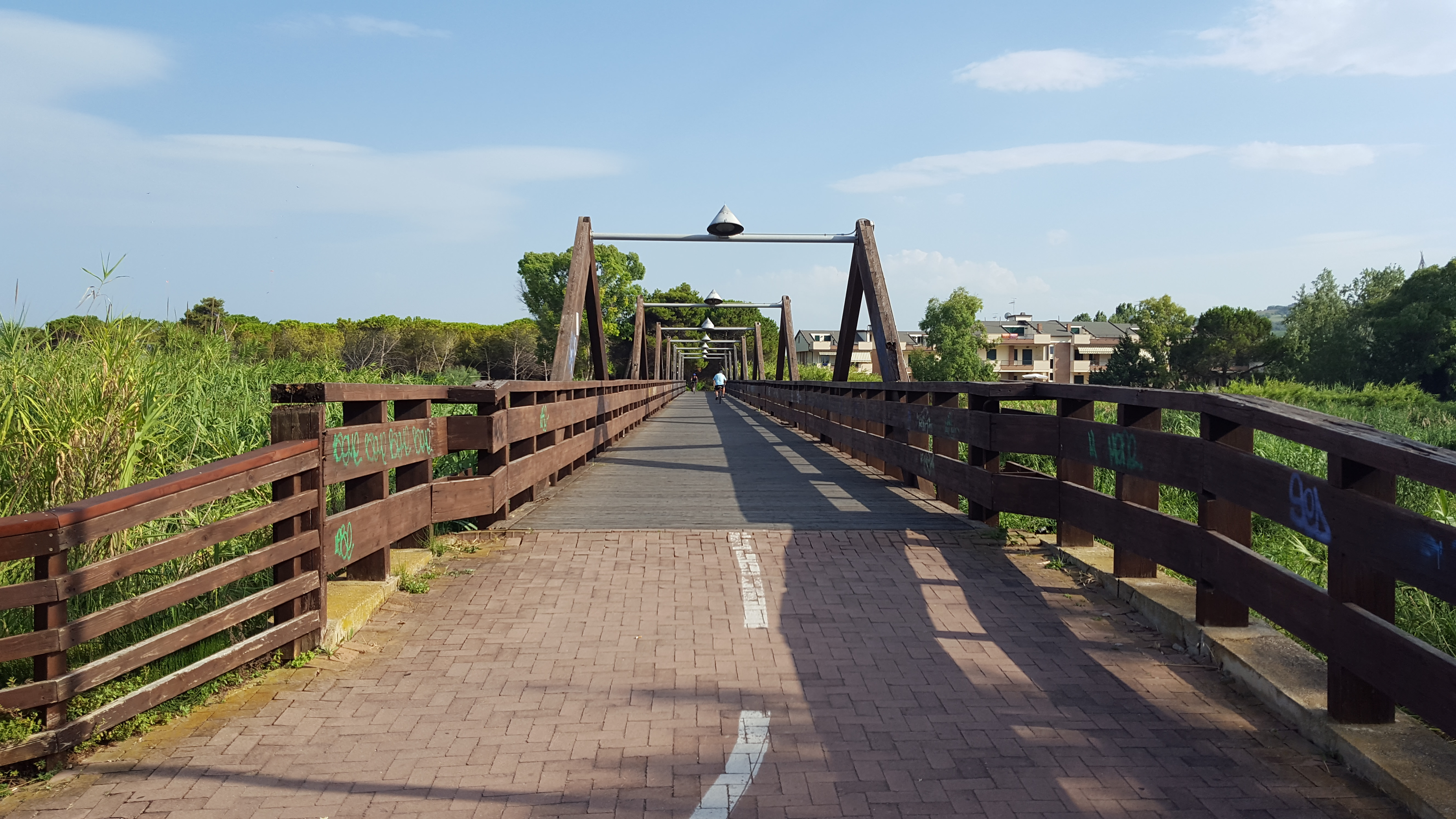
Brücke über den Fluss Salinello

## Wirtschaft
Die Wirtschaft von Tortoreto ist im Sommer stark vom Tourismus abhängig. Die naheliegende Adriaküste gilt als beliebter Badeort. Wichtige Faktoren für die lokale Wirtschaft sind zudem die Küstenfischerei, das Gewerbegebiet im Zentrum, die Möbel- und Metallfabriken sowie das Gastgewerbe.
In der Gemeinde werden Reben der Sorte Montepulciano für den DOC-Wein Montepulciano d’Abruzzo angebaut.

## Söhne und Töchter der Gemeinde
- Pier Nicola Attorese (1930–2021), Ruderer